# Лютня Штесселя
Лютня Штесселя (нім. Stössel-Laute) – струнний щипковий музичний інструмент, винайдений скрипковим маятром Ґеорґом Штесселем у 1914 році в Кельні, Німеччина, гібрид лютні та цитри.
Має сталеві струни, які частково, іноді повністю, розташовані над грифом із ладками (зазвичай їх 3-5). Постановка рук відрізняється від більшості грифових лютнь – рука, що затискає струни (здебільшого лівиця) розташовується над кінцем шийки (долонею до струн). Для забезпечення зручности гри більшість лютень Штесселя мають короткі широкі шийки. Щипки струн відбуваються пальцями гравця або медіатором.  
Є кілька видів інструмента:
- 7 або 9 струнна лютня Штесселя;
- басова лютня Штесселя;
- контрабасова лютня Штесселя;
- мандоліна Штесселя.

Надгрифові струни зазвичай розташовуються таким чином, щоби будь-які суміжні три струни формували мажорний чи мінорний тризвук. Усі надгрифові струни можна поділити на два блоки, в обох струни розташовані по чистих квінтах. Перший блок складається з 1, 3, 5, 7 (та 9) струн налаштованих зазвичай на зразок скрипкових (але на октаву нижче) – соль, ре, ля, мі (та сі). Другий блок вміщує 2, 4, 6 (та 8) струни. Перша струна 2 блоку є на малу терцію вище за першу струну 1 блоку, яка є водночас найнижчою на інструменті. Стрій струн 2 блоку є такий: сі-бемоль, фа, до (та соль).
Діапазон інструмента різниться залежно від струн і вподобань майстра, проте зазвичай сягає 2,5 – 3 октави. 
Інструмент мав популярність у Німеччині на поч. 20 століття, часто використовувався в німецьких та австрійських школах у міжвоєнний період. По закінченню Другої світової війни увага до цього інструмента суттєво знизилася, майстри майже перестали його виготовляти.

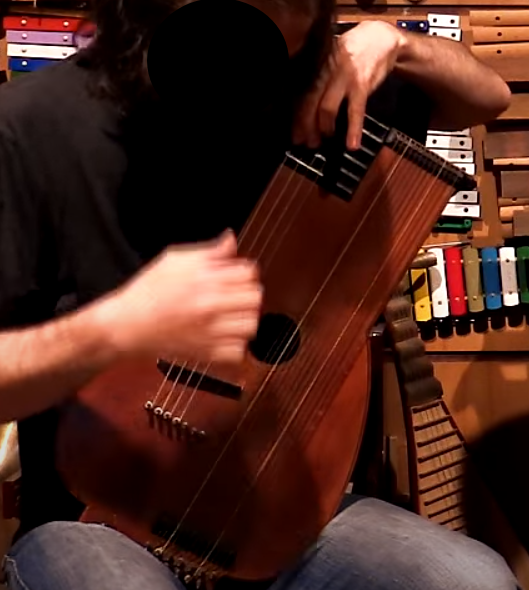
Постановка рук музиканта при грі на лютні Штесселя.

Нині цей інструмент почасти використовується в народних колективах європейських країн та деінде.

## Перелік літератури
1. 1 2  Unusual Instruments #4 - Stoessel lute. youtube.com. maleinstrumenty. 12.03.2016. Процитовано 20.01.2020.
2. 1 2  Stringed Instrument Database - S. Архів оригіналу за 11 листопада 2020. Процитовано 20.01.2020.
3. 1 2  Miner, Gregg (жовтень 2000). The Stössel-lute (англ.) . Архів оригіналу за 11 лютого 2021. Процитовано 20.01.2020.